# 6123 Арістотель
6123 Арісто́тель (1987 SH2, 1955 RU, 1969 QE, 1971 BJ2, 1975 EL3, 1980 TR10, 1982 DF6, 6123 Aristoteles) — астероїд головного поясу, відкритий 19 вересня 1987 року.
Тіссеранів параметр щодо Юпітера — 3,550.